# Реальна освіта

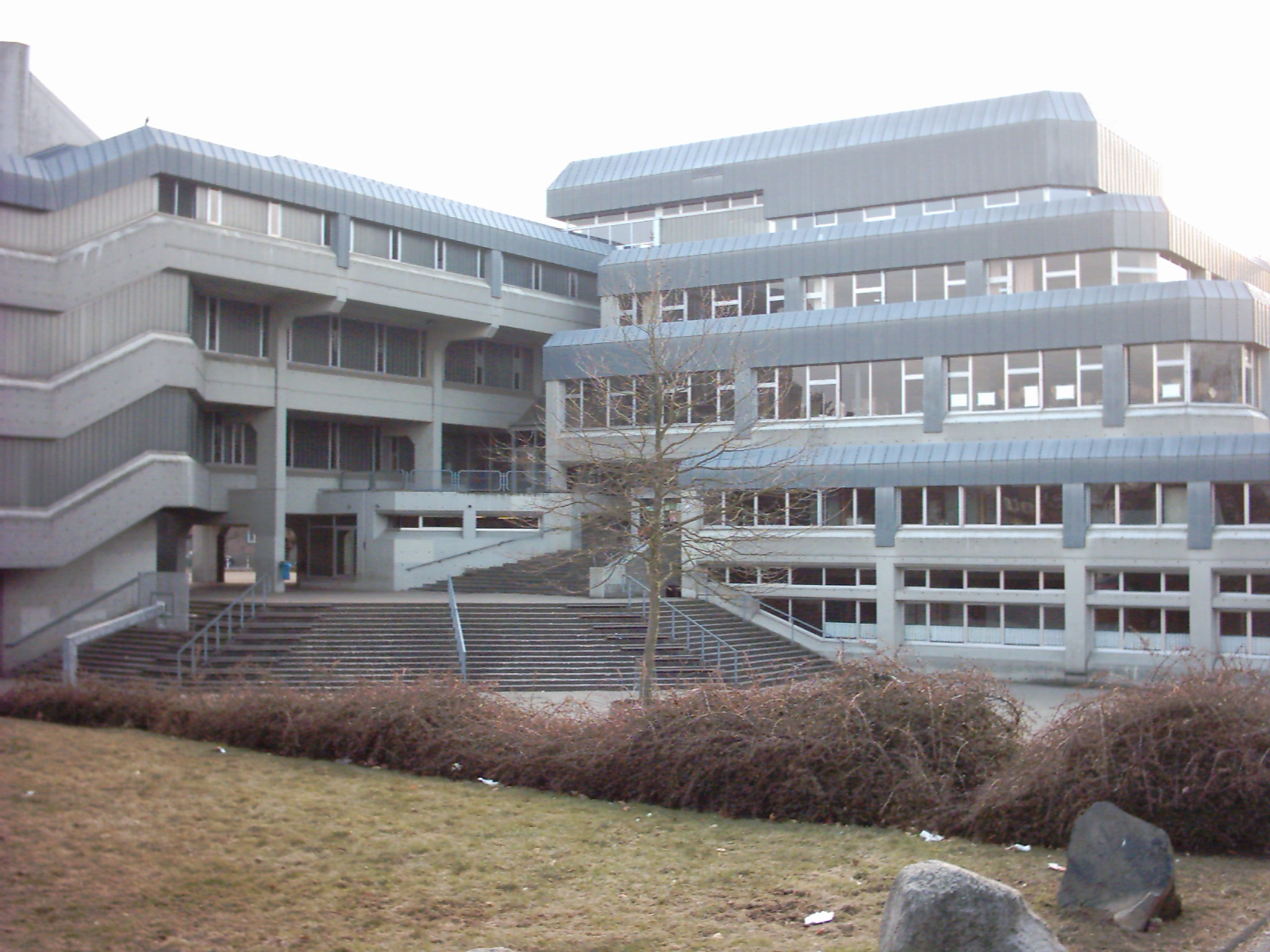
Realschule, Німеччина.

Реальна освіта — система загальної середньої освіти, що мала практичне спрямування, і давала ширші, порівняно з класичною, знання з природничих, фізико-математичних наук, нових мов, креслення, (малювання).
Реальні школи започаткував протестантський теолог Йоганн Юлій Гекер, зробивши наголос на отриманні практичних знань учнями, що походили з усіх прошарків суспільства, зокрема селян. Ідею впровадив 1747 року у життя у вигляді 6-річної школи король Пруссії Фрідріх ІІ Великий, який був прихильником ідей Просвітництва і практичних наук, які мали б придатись учням у житті і що робило б їх корисними для держави.
Виникнення реальної освіти в Російській імперії припадає на кінець XVIII ст., а поширення на XIX і XX ст. З 1864 року в Російській імперії (і в Україні), паралельно зі школами класичної освіти, засновувалися реальні 8-річні гімназії, які давали загальну підготовку до вступу у вищі спеціальні навчальні заклади. За статутом 1872 року їх перетворено на реальні училища.